# Bundesstraße 493
Pour les articles homonymes, voir Route 493.
La Bundesstraße 493 est une Bundesstraße du Land de Basse-Saxe.

## Histoire
La section orientale de la B 493 de Schnackenburg à Lüchow est établie au début des années 1970 pour améliorer le réseau de routes fédérales et, dans ce cas, l'accessibilité des zones frontalières à la frontière interallemande. La B 493 se termine peu avant le ferry de l'Elbe, le tronçon de l'autre côté de l'Elbe jusqu'à la Bundesstraße 195 dans le Brandebourg est une Landesstraße. Le tronçon d'Uelzen à Lüchow n'est déclaré Bundesstraße 493 que de nombreuses années plus tard.

## Source
- (de) Cet article est partiellement ou en totalité issu de l’article de Wikipédia en allemand intitulé « Bundesstraße 493 » (voir la liste des auteurs).

1. ↑  (de) B. Irmischer, D. Moldmann, Am deutsch-deutschen Rand : Landschaft, Geschichte, Kultur und Wirtschaft entlang einer 1240 km langen Reiseroute am östlichen Rand der Bundesrepublik, Moldmann, 1989, 195 p. (lire en ligne), p. 67